# Sant Cristòfol de Cunit
Sant Cristòfol de Cunit és una església del municipi de Cunit (Baix Penedès). De l'edifici romànic només queda la capçalera trevolada i l'espai presbiteral. L'absis de tramuntana queda totalment integrat a la construcció de la rectoria, adossada al mur de tramuntana, mentre que els altres dos conserven les obertures de doble esqueixada i les lesenes que els decoren tot hi estar sobrealçats. Està protegida com a bé cultural d'interès local.

## Descripció
La façana de l'edifici presenta una portalada d'arc rebaixat emmarcada per pedra. A sobre hi ha una petita fornícula amb la imatge de la Verge amb el Nen al coll. Damunt hi ha una rosassa que té dibuixada una creu grega i un ull de bou el·líptic. Les cobertes són de dues vessants i tallades a cada banda de la façana per una forma còncava. El campanar és una torre quadrangular molt reformada. És compost per diversos cossos separats per cornises. El superior presenta quatre arcs de mig punt on hi ha les campanes. Al costat de l'església hi ha restes de l'antic cementiri. A la banda esquerra, hi ha adossada a l'església, l'antiga casa rectoral, de tres pisos. La porta d'accés és d'arc rebaixat i presenta a la clau la data de 1782.
L'església té tres absis orientats a sol ixent, coberts amb volta de quart d'esfera, amb una cúpula hemisfèrica a l'espai central que va ser reformada a començaments de segle xvii en carregar el campanar. L'absis de l'esquerra és tapat per l'antiga rectoria, el del mig és foradat per l'escala de la casa i el de la dreta està desfigurat per unes golfes que es construïren al damunt. Cada absis té tres finestres i és decorat per unes bandes verticals i una senzilla motllura llisa i horitzontal, on hi ha posades dues pedres amb dibuixos d'entrellaçats bastant matussers. Les parets són fetes amb pedres del país petites

## Història
L'any 1626 la població de Cunit acordà pagar primícies sobre els fruits, per tal d'ampliar l'església que resultava insuficient per a la població. En el 1735, i amb motiu d'una visita pastoral del bisbe Aguado, es tornà a suscitar la qüestió. Fou en el 1762 quan s'acabà de bastir el temple actual, el qual conservà part de l'antiga església (sagristia). Fins al segle XIV Cunit tingué rector propi, però en el 1363 es decretà la unió d'aquesta església amb Cubelles. Bastants anys després, al 1805 un vicari mutual s'establí amb residència a Cunit, i fou en el 1864 quan Sant Cristòfol de Cunit es convertí en parròquia independent.